# Miguel Pajares
Miguel Pajares (Palència, 1950) és un antropòleg social, investigador a la Universitat de Barcelona i president de la Comissió Catalana d'Ajuda al Refugiat. Antropòleg social, investigador a la UB i president de la Comissió Catalana d'Ajuda al Refugiat. Va ser corresponsal a Espanya del Sistema d'Observació Permanent de les Migracions de l'OCDE i expert del Comitè Econòmic i Social Europeu per a temes d'immigració i asil. En l'àmbit universitari, forma part del Grup de Recerca sobre Exclusió i Control Social de la UB i és professor de Màster en diverses universitats espanyoles.
És autor de diversos llibres d'assaig, així com de nombrosos articles publicats en revistes especialitzades i en mitjans de comunicació. Els seus llibres d'assaig s'han centrat en temes com la immigració, l'asil, els drets humans o la lluita contra el racisme. Cal destacar: La inmigración en España(1998); Inmigración y ciudadanía en Europa(2000), La discriminación racial (2003), La integración ciudadana, una perspectiva para la inmigración (2005), Inmigrantes del Este (2007) o Inmigración y sindicatos en Europa (2012). A més, entre 2007 i 2010, va ser autor de l'Informe Anual Immigració i Mercat de Treball, publicat per l'Observatori Permanent de la Immigració. En qualitat d'expert extern del Comitè Econòmic i Social Europeu, va participar en l'elaboració de diversos dictàmens sobre immigració i l'asil.
Com a escriptor, va publicar la seva primera novel·la, Cautivas, l'any 2013, la qual va ser finalista al Premi Nadal en la seva 68a edició i al premi a la millor primera novel·la de gènere negre a la Setmana Negra de Gijón de 2014. El tema que en ella va abordar va ser la tracta de dones. Amb la seva segona novel·la, La luz del estallido, va continuar conreant el gènere negre de denúncia social, endinsant aquest cop al racisme més extrem. La tercera novel·la, Aguas de venganza, publicada el 2016, aborda els crims que pateixen immigrants i refugiats a la frontera sud.